# Técnica de Blumlein
La técnica de Blumlein es un sistema de colocación de micrófonos para lograr una grabación estéreo de sonido, englobada dentro de las llamadas técnicas del par coincidente. También se conoce como técnica estereofónica, por ser la más usada.
Fue desarrollada por el ingeniero británico Alan Blumlein (1903-1942) en la década de 1930.

## Disposición
Se colocan dos micros bidireccionales formando un ángulo de 90°, de modo que los diafragmas de ambos micros coincidan sobre un eje imaginario.
Es la técnica más usada por las múltiples ventajas que ofrece:
1. Entrega una reverberación uniforme.
2. Proporciona una imagen definida. Localización definida y excelente sensación de profundidad.

El principal inconveniente de la técnica de Blumlein es que solo funciona bien en una habitación amplia y cuando no se presenten señales fuertes en los lados del par estéreo.